# Roberto Ayala
Pour les articles homonymes, voir Ayala.
Roberto Fabián Ayala, né le 14 avril 1973 à Paraná en Argentine, est un footballeur international argentin qui évoluait au poste de défenseur central.
Ayala est connu pour être l'un des meilleurs défenseurs de sa génération. Il est l'un des joueurs les plus capés de l'équipe nationale d'Argentine avec qui il a participé à trois coupes du monde, en 1998, 2002 et 2006, ainsi qu'à quatre Copa América en 1995, 1999, 2004 et 2007.
Il se distingue par sa détente rapide qui lui permet un bon jeu de tête en compensation de sa taille modeste pour son poste (1,77 m). Il était surnommé El Ratón.

## Biographie

### Carrière de joueur

#### Clubs
Né à Paraná en Argentine, Roberto Ayala commence sa carrière professionnelle au Ferro Carril Oeste avant de rejoindre l'un des clubs les plus importants du pays, River Plate.
En 1995, il rejoint l'Italie et le club du SSC Naples. Il joue son premier match pour Naples le 27 août 1995, lors de la première journée de la saison 1995-1996 de Serie A, contre l'AS Bari. Il est titularisé lors de cette rencontre où les deux équipes se neutralisent sue le score d'un but partout.
Ayala marque son premier but pour Naples le 15 mai 1997, lors d'une rencontre de championnat face à la Lazio Rome. Titulaire ce jour-là, il ouvre le score au bout de dix minutes de jeu, mais son équipe est tout de même battue par trois buts à deux.
Ensuite il signe chez les rossoneri du Milan AC. Il joue son premier match pour le club le 12 septembre 1998, lors de la première journée de la saison 1998-1999 de Serie A face au Bologne FC. Il est titularisé et son équipe l'emporte par trois buts à zéro.
Il joue pendant deux saisons dans le club lombard avant de partir pour le club du Valence CF.
En 2001, il est élu meilleur défenseur par l'UEFA.
Âgé de 33 ans, il s'engage après la fin de son contrat avec Valence dans le club de Villarreal, un rival de Valence.
Alors qu'il avait signé en faveur du club de Villarreal CF, il signe le 14 juillet 2007 au Real Saragosse. Ce dernier a en effet payé la clause libératoire du joueur.
Il inscrit son premier but pour le Real Saragosse le 3 mai 2008 face au Deportivo La Corogne, en championnat. Il donne la victoire à son équipe ce jour-là en étant l'unique buteur de la rencontre, dans le temps additionnel.
Dans la semaine du 28 juillet au 3 août 2008 il aurait été proposé au Paris Saint Germain.
Le 22 janvier 2010, le Real Saragosse met un terme au contrat qui le lie avec le joueur d'un commun accord. Il signe dans la foulée au Racing Club de Avellaneda pour un an. Au terme de cette année, le 31 décembre 2010, il met un terme définitif à sa carrière.

#### Sélection
Il fut sélectionné pour la 1re fois en équipe nationale contre le Chili en 1994 grâce à son bon début de saison au CA River Plate. En tant que titulaire, il participe à la victoire 3-0.
En 1996, il fait partie de l'équipe qui décroche l'argent au Tournoi olympique de football d'Atlanta puis devient l'un des cadres du groupe albiceleste au cours des éliminatoires pour la Coupe du monde de football 1998. Bien qu'il ait disputé l'intégralité des matchs, Ayala ne peut empêcher le néerlandais Dennis Bergkamp d'éliminer les Gauchos en quarts de finale. Formé à Ferrocarril Oeste, il confiera plus tard que « parmi les centres que je n'ai pas pu dégager, c'est sûrement celui-là qui m'a fait le plus mal ».
Au Mondial 2002, il est victime d'un problème musculaire quelques minutes avant le premier match du tournoi. L'Argentine a été éliminée au 1er tour, Ayala ne joua aucune minute.
Il est appelé pour disputer le tournoi olympique de 2004. Il gagna le titre sans que son équipe n'encaisse de but.
Il est retenu pour la coupe du monde 2006, où il est un titulaire et l'un des leaders de l'équipe. Les Argentins se hissent jusqu'en quarts de finale, où ils affrontent l'Allemagne. Ayala se montre décisif en marquant un but de la tête en reprenant un corner de Juan Román Riquelme mais les Allemands égalisent à la 80e minute par Miroslav Klose, obligeant les deux équipes à se départager lors d'une séance des tirs au but. Il rate sa frappe et l'albiceleste est éliminé aux stades des quarts de finale.
Le 7 février 2007, lors du match amical France-Argentine, il totalise 107 sélections avec la formation albiceleste.
Le 4 juin 2007, lors d'un match amical de l'Argentine remporté par quatre buts à trois face à l'Algérie, Ayala devient le joueur ayant été le plus de fois capitaine de la sélection, brassard qu'il porte ce jour-là pour la 58e fois, dépassant ainsi Diego Maradona.
Quelques jours après la finale de la Copa América 2007 perdue par l'Argentine, il annonce qu'il décide de mettre fin à sa carrière internationale, après treize années. En tout, il aura eu 115 sélections en équipe nationale, un record pour un joueur argentin avant que Javier Zanetti ne le batte le 18 novembre 2007.

### Après-carrière
Sur l'avis de Pablo Aimar, Roberto Ayala devient entraîneur-adjoint de Lionel Scaloni en équipe d'Argentine. Son rôle est d'assister les joueurs sur le plan psychologique.

## Statistiques
| Saison                | Club                  | Championnat           | Championnat | Championnat | Coupe(s) nationale(s) | Coupe(s) nationale(s) | Compétition(s) continentale(s) | Compétition(s) continentale(s) | Compétition(s) continentale(s) | Total | Total |
| Saison                | Club                  | Division              | M.          | B.          | M.                    | B.                    | Comp.                          | M.                             | B.                             | M.    | B.    |
| 1991-1992             | Ferro Carril Oeste    | Pirmera Division      | 18          | 0           | -                     | -                     | -                              | -                              | -                              | 18    | 0     |
| 1992-1993             | Ferro Carril Oeste    | Pirmera Division      | 36          | 0           | -                     | -                     | -                              | -                              | -                              | 36    | 0     |
| 1993-1994             | Ferro Carril Oeste    | Pirmera Division      | 18          | 1           | 3                     | 0                     | -                              | -                              | -                              | 21    | 1     |
| Sous-total            | Sous-total            | Sous-total            | 72          | 1           | 3                     | 0                     | -                              | -                              | -                              | 75    | 1     |
| 1993-1994             | River Plate           | Pirmera Division      | 16          | 0           | -                     | -                     | -                              | -                              | -                              | 16    | 0     |
| 1994-1995             | River Plate           | Pirmera Division      | 24          | 0           | -                     | -                     | -                              | -                              | -                              | 24    | 0     |
| Sous-total            | Sous-total            | Sous-total            | 40          | 0           | -                     | -                     | -                              | -                              | -                              | 40    | 0     |
| 1995-1996             | SSC Naples            | Serie A               | 29          | 0           | 1                     | 0                     | -                              | -                              | -                              | 30    | 0     |
| 1996-1997             | SSC Naples            | Serie A               | 30          | 1           | 6                     | 0                     | -                              | -                              | -                              | 36    | 1     |
| 1997-1998             | SSC Naples            | Serie A               | 28          | 0           | 2                     | 0                     | -                              | -                              | -                              | 30    | 0     |
| Sous-total            | Sous-total            | Sous-total            | 87          | 1           | 9                     | 0                     | -                              | -                              | -                              | 96    | 1     |
| 1998-1999             | Milan AC              | Serie A               | 11          | 0           | 2                     | 0                     | -                              | -                              | -                              | 13    | 0     |
| 1999-2000             | Milan AC              | Serie A               | 13          | 0           | 3                     | 0                     | C1                             | 6                              | 0                              | 22    | 0     |
| Sous-total            | Sous-total            | Sous-total            | 24          | 0           | 5                     | 0                     | -                              | 6                              | 0                              | 35    | 0     |
| 2000-2001             | Valence CF            | Liga                  | 28          | 1           | 2                     | 0                     | C1                             | 9                              | 2                              | 39    | 3     |
| 2001-2002             | Valence CF            | Liga                  | 29          | 2           | 1                     | 0                     | C3                             | 7                              | 0                              | 37    | 2     |
| 2002-2003             | Valence CF            | Liga                  | 31          | 1           | 2                     | 0                     | C1                             | 12                             | 0                              | 45    | 1     |
| 2003-2004             | Valence CF            | Liga                  | 30          | 1           | 3                     | 0                     | C3                             | 10                             | 0                              | 43    | 1     |
| 2004-2005             | Valence CF            | Liga                  | 17          | 0           | -                     | -                     | -                              | -                              | -                              | 17    | 0     |
| 2005-2006             | Valence CF            | Liga                  | 23          | 2           | -                     | -                     | INT                            | 6                              | 0                              | 29    | 2     |
| 2006-2007             | Valence CF            | Liga                  | 29          | 2           | 4                     | 0                     | C1                             | 8                              | 1                              | 41    | 3     |
| Sous-total            | Sous-total            | Sous-total            | 187         | 9           | 12                    | 0                     | -                              | 52                             | 3                              | 251   | 12    |
| 2007-2008             | Real Saragosse        | Liga                  | 33          | 1           | 4                     | 0                     | C3                             | 2                              | 0                              | 39    | 1     |
| 2008-2009             | Real Saragosse        | Liga 2                | 28          | 3           | -                     | -                     | -                              | -                              | -                              | 28    | 3     |
| 2009-2010             | Real Saragosse        | Liga                  | 13          | 0           | 1                     | 0                     | -                              | -                              | -                              | 14    | 0     |
| Sous-total            | Sous-total            | Sous-total            | 74          | 4           | 5                     | 0                     | -                              | 2                              | 0                              | 81    | 4     |
| 2010-2011             | Racing Club           | Pirmera Division      | 15          | 0           | -                     | -                     | -                              | -                              | -                              | 15    | 0     |
| Sous-total            | Sous-total            | Sous-total            | 15          | 0           | -                     | -                     | -                              | -                              | -                              | 15    | 0     |
| Total sur la carrière | Total sur la carrière | Total sur la carrière | 499         | 15          | 34                    | 0                     | -                              | 60                             | 6                              | 593   | 21    |

### En sélection nationale
| Saison                | Sélection             | Phases finales                                    | Phases finales | Phases finales | Phases finales | Éliminatoires CDM | Éliminatoires CDM | Éliminatoires CDM | Matchs amicaux | Matchs amicaux | Matchs amicaux | Total | Total | Total |
| Saison                | Sélection             | Compétition                                       | M              | B              | Pd             | M                 | B                 | Pd                | M              | B              | Pd             | M     | B     | Pd    |
| --------------------- | --------------------- | ------------------------------------------------- | -------------- | -------------- | -------------- | ----------------- | ----------------- | ----------------- | -------------- | -------------- | -------------- | ----- | ----- | ----- |
| 1994-1995             | Argentine             | Coupe des confédérations 1995 + Copa América 1995 | 3+4            | 0              | 0              | -                 | -                 | -                 | 9              | 0              | 0              | 16    | 0     | 0     |
| 1995-1996             | Argentine             | -                                                 | -              | -              | -              | 2                 | 0                 | 0                 | 2              | 0              | 0              | 4     | 0     | 0     |
| 1996-1997             | Argentine             | Copa América 1997                                 | -              | -              | -              | 7                 | 0                 | 0                 | -              | -              | -              | 7     | 0     | 0     |
| 1997-1998             | Argentine             | Coupe du monde 1998                               | 5              | 0              | 0              | 3                 | 0                 | 0                 | 8              | 1              | 0              | 16    | 1     | 0     |
| 1998-1999             | Argentine             | Copa América 1999                                 | 4              | 0              | 0              | -                 | -                 | -                 | 4              | 0              | 1              | 8     | 0     | 1     |
| 1999-2000             | Argentine             | -                                                 | -              | -              | -              | 6                 | 1                 | 0                 | 5              | 1              | 0              | 11    | 2     | 0     |
| 2000-2001             | Argentine             | -                                                 | -              | -              | -              | 6                 | 0                 | 1                 | 1              | 0              | 0              | 7     | 0     | 1     |
| 2001-2002             | Argentine             | Coupe du monde 2002                               | 0              | 0              | 0              | 5                 | 0                 | 0                 | -              | -              | -              | 5     | 0     | 0     |
| 2002-2003             | Argentine             | -                                                 | -              | -              | -              | -                 | -                 | -                 | 2              | 0              | 0              | 2     | 0     | 0     |
| 2003-2004             | Argentine             | Copa América 2004                                 | 5              | 1              | 0              | 6                 | 0                 | 0                 | 4              | 0              | 1              | 15    | 1     | 1     |
| 2004-2005             | Argentine             | Coupe des confédérations 2005                     | -              | -              | -              | 2                 | 0                 | 0                 | -              | -              | -              | 2     | 0     | 0     |
| 2005-2006             | Argentine             | Coupe du monde 2006                               | 5              | 1              | 0              | 3                 | 0                 | 0                 | 4              | 2              | 0              | 12    | 3     | 0     |
| 2006-2007             | Argentine             | Copa América 2007                                 | 6              | 0              | 0              | -                 | -                 | -                 | 4              | 0              | 0              | 10    | 0     | 0     |
| Total sur la carrière | Total sur la carrière | Total sur la carrière                             | 32             | 2              | 0              | 40                | 1                 | 1                 | 43             | 4              | 2              | 115   | 7     | 3     |

### Buts Internationaux
| # | Date             | Lieu                 | Adversaire | Résultats           | Compétitions               |
| - | ---------------- | -------------------- | ---------- | ------------------- | -------------------------- |
| 1 | 19 février 1998  | Mendoza, Argentine   | Roumanie   | 2-1                 | Match amical               |
| 2 | 7 septembre 1999 | Porto Alegre, Brésil | Brésil     | 2-4                 | Match amical               |
| 3 | 26 avril 2000    | Maracaibo, Venezuela | Venezuela  | 4-0                 | Éliminatoires Mondial 2002 |
| 4 | 13 juillet 2004  | Piura, Pérou         | Pérou      | 4-2                 | Copa América 2004          |
| 5 | 12 novembre 2005 | Genève, Suisse       | Angleterre | 2-3                 | Match amical               |
| 6 | 16 novembre 2005 | Doha, Qatar          | Qatar      | 3-0                 | Match amical               |
| 7 | 30 juin 2006     | Berlin, Allemagne    | Allemagne  | 1-1 a.p. 2-4 t.a.b. | Coupe du monde 2006        |

## Palmarès

### En club
River Plate
- Champion d'Argentine
  - 1994

 Milan AC
- Champion d'Italie
  - 1999

 Valence CF
- Finaliste de la Ligue des champions
  - 2001
- Champion d'Espagne
  - 2002 et 2004
- Vainqueur de la Coupe UEFA
  - 2004

### En sélection
Argentine
- Champion olympique
  - 2004

## Distinctions personnelles
- Meilleur défenseur de l'année UEFA en 2001
- Homme du match de la finale de la Coupe UEFA en 2004